# Tropas ciclistas

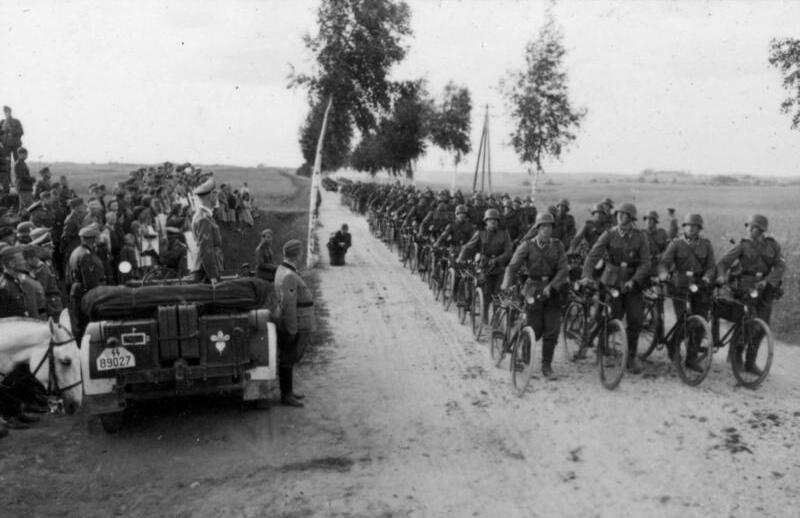
Tropas ciclistas das SS alemãs, durante a Segunda Guerra Mundial.

As tropas ciclistas são unidades militares que se deslocam para o campo de batalha usando bicicletas, para aí combaterem como infantaria ligeira. Este tipo de tropas teve origem no século XIX, quando da popularização da "bicicleta de segurança" na Europa e nos Estados Unidos da América. Apesar da sua utilização ter indo desaparecendo ao longo dos anos na maioria dos exércitos, ainda continua em uso em algumas forças não convencionais, tais como milícias e guerrilhas.

## Primórdios

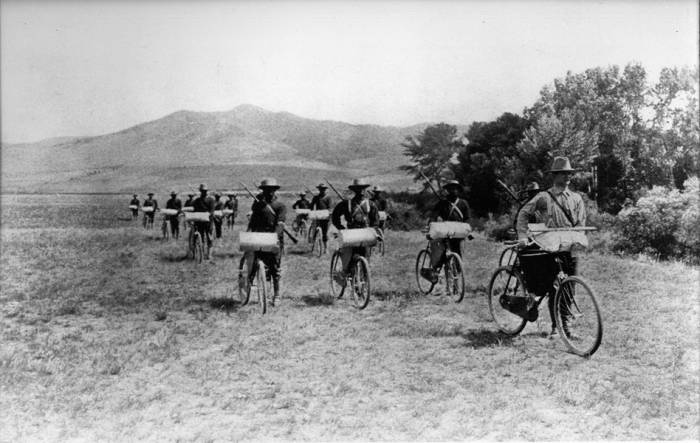
Corpo de ciclistas do Exército dos Estados Unidos em 1897.

Foram realizadas numerosas experiências para determinar o possível uso militar das bicicletas. As bicicletas acabaram por desempenhar parcialmente as funções dos cavalos na guerra. Unidades ciclistas foram organizadas no Reino Unido, essencialmente no âmbito das tropas de 2ª linha, mas não nas forças regulares. Na França foram criadas várias unidades experimentais, a maioria equipadas com bicicletas dobráveis.
Nos Estados Unidos, a mais extensa experiência com unidades ciclistas foi levada a cabo pelo tenente Moss do Exército dos Estados Unidos. Usando uma variedade de modelos de bicicletas, o tenente Moss e as suas tropas levaram a cabo longas jornadas, percorrendo de 800 a 1600 km de uma vez. No final do século XIX, o Exército dos Estados Unidos testou a capacidade da bicicleta para ser empregue no transporte de tropas a corta-mato.
O primeiro uso conhecido da bicicleta em combate ocorreu na África do Sul em 1895. Durante a Segunda Guerra dos Boers, ciclistas militares foram usados essencialmente como exploradores e estafetas. Vários raides foram conduzidos por tropas de infantaria montadas em bicicletas de ambos os contendores. Foi organizada uma unidade equipada com bicicletas especiais adaptadas aos carris de ferro, utilizada no patrulhamento das ferrovias.

## Primeira e Segunda Guerras Mundiais

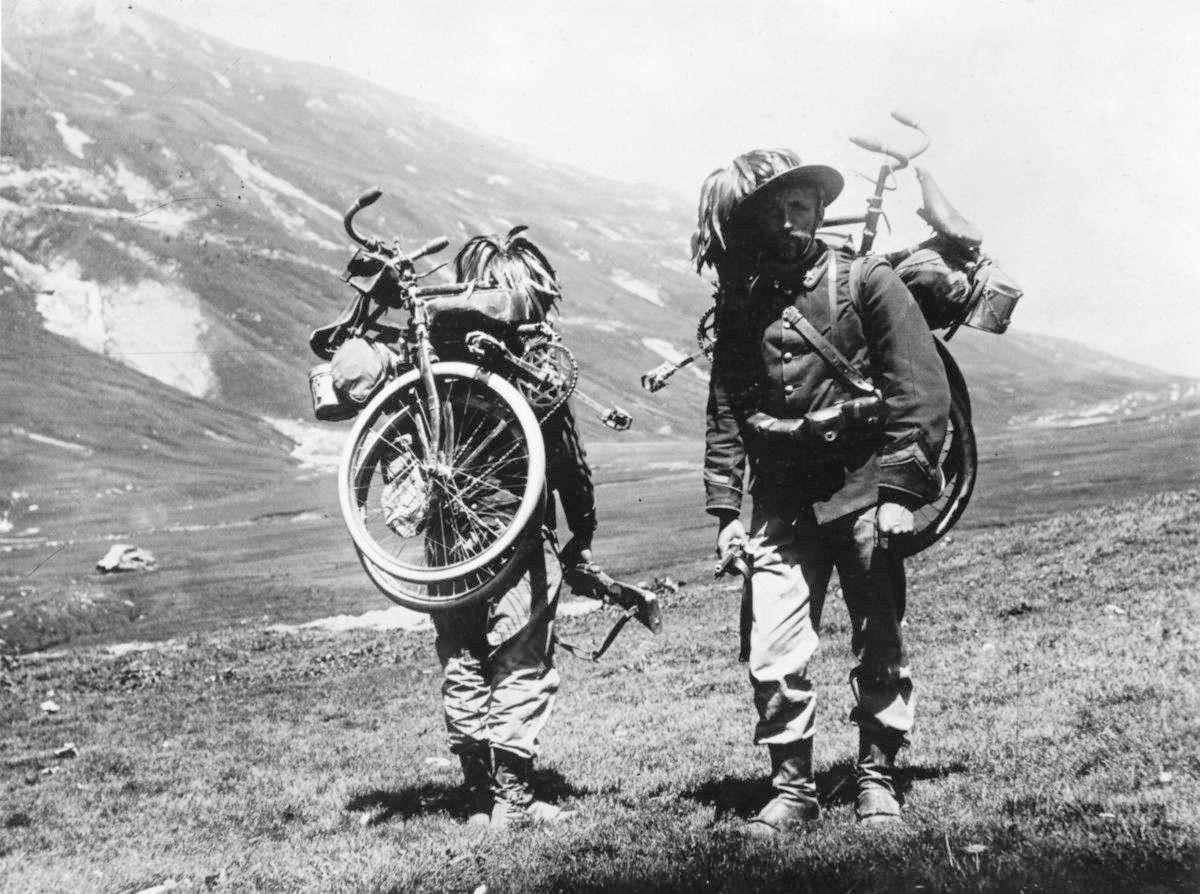
Bersaglieri italianos transportando bicicletas dobráveis durante a Primeira Guerra Mundial

Durante a Primeira Guerra Mundial, tropas ciclistas de infantaria, de reconhecimento, de transmissões e sanitárias foram usadas extensivamente por todos os contendores. A Itália equipou com bicicletas as suas unidades bersaglieri de infantaria ligeira.
Ao começar a guerra, cada batalhão de Jägers (caçadores) do Exército Alemão incluía uma companhia de ciclistas (Radfahr-Kompanie). Durante a guerra os alemães mobilizaram cerca de 80 companhias adicionais, algumas das quais foram agrupadas em oito batalhões de ciclistas (Radfahr-Bataillonen). No final da guerra o Exército Alemão realizou um estudo sobre o uso de bicicletas e publicou os seus resultados num relatório intitulado Die Radfahrertruppe (As Tropas Ciclistas).
Em 1937, durante a suas operações na China, o Exército Japonês empregou mais de 50.000 tropas ciclistas. No início da Segunda Guerra Mundial as campanhas japonesas através da Malásia que levaram à tomada de Singapura em 1941 foram largamente dependentes de tropas montadas em bicicletas. Em ambas as acções as bicicletas permitiram um discreto e flexível transporte de milhares de tropas que puderam assim confundir e surpreender os defensores. As bicicletas também exigiam pouco esforço da máquina de guerra japonesa, não necessitando de camiões nem de navios para as transportar, nem do precioso petróleo para as mover.
O Exército Finlandês fez uso extenso de bicicletas durante a Guerra do Inverno. Durante as épocas mais quentes, as tropas de esquis passaram a utilizar bicicletas. O uso aliado de bicicletas durante a Segunda Guerra Mundial foi limitado mas incluiu o fornecimento de bicicletas dobráveis a paraquedistas e a estafetas, operando atrás das linhas inimigas. O bem sucedido raide britânico à estação de radar alemã de Saint Bruneval na França, em 1942 foi conduzido por tropas aerotransportadas equipadas com bicicletas dobráveis.

## Guerra não convencional
Apesar de terem visto um uso intenso na Primeira Guerra Mundial, as bicicletas forma largamente substituídas pelo transporte motorizado nos exércitos mais modernos. No entanto, nas últimas décadas, a bicicleta ganhou uma nova vida como a "arma do povo" nas guerras de guerrilha. Neste tipo de conflitos, a capacidade da bicicleta para transportar cargas de até cerca de 180 kg à velocidade de uma pessoa a pé torna-a bastante útil para as forças ligeiras. Durante bastante tempo a guerrilha Viet Cong e o Exército Norte Vietnamita usaram bicicletas para transportar abastecimentos através da Rota Ho Chi Min, evitando os bombardeamentos das forças dos Estados Unidos. Pesadamente carregadas com suprimentos como sacos de arroz, estas bicicletas eram bastante confiáveis.

## Século XXI

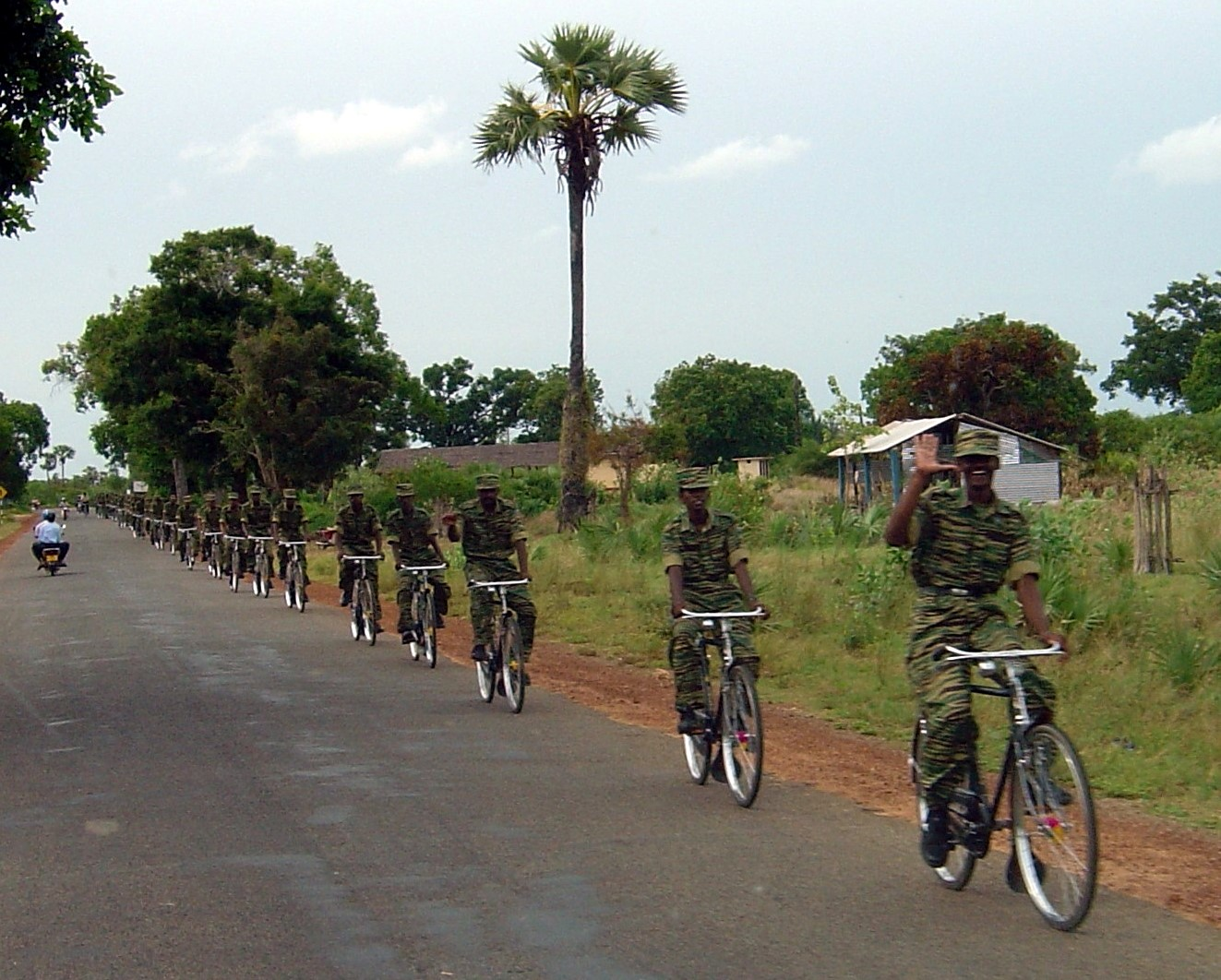
Pelotão de ciclistas dos Tigres tâmeis do Sri Lanka em 2004

As bicicletas continuam actualmente em uso militar como uma alternativa fácil para o transporte através de longas linhas de comunicação. O uso de bicicletas como ferramenta de transporte de infantaria continuou até ao século XXI num moderno exército, o suíço, que manteve o seu Regimento de Ciclistas até 2001.
As forças especiais dos Estados Unidos têm usado bicicletas nas suas operações no Afeganistão contra os Talibã. Também o Exército de Libertação dos Tigres Tamil faz uso da movimentação por bicicleta nos combates no Sri Lanka.

## Portugal
O Exército Português iniciou o uso experimental de bicicletas no final do século XIX, sendo aquelas tropas, na altura, conhecidas por velocipedistas.
O primeiro uso em combate conhecido de bicicletas pelo Exército Português ocorreu durante a Primeira Guerra Mundial. O Corpo Expedicionário Português enviado para França incluía um Grupo de Esquadrões de Cavalaria. Já no teatro de operações foi entendido que seria mais adequado às condições locais a utilização da bicicletas em vez de cavalos. O Grupo de Cavalaria foi então transformado em Grupo de Companhias de Ciclistas.
Em 1926 o Exército Português decidiu a organização de unidades exclusivamente de ciclistas. Foram então criados os Batalhões de Ciclistas. No entanto, estes batalhões foram logo extintos em 1927.